# Маяк Матиникус-Рок
Маяк Матиникус-Рок (англ. Matinicus Rock Light) — маяк, расположенный на острове Матиникус-Рок, округ Нокс, штат Мэн, США. Административно относится к городу Крихейвен. Построен в 1827 году. Автоматизирован в 1983 году.

## Название
Маяк расположен на небольшом безлесном и каменистом острове Матиникус-Рок южнее более крупного острова Матиникус. Расположение острова таково, что через него проходят многие торговые пути залива Мэн, потому маяк на нем был необходим для безопасного судоходства во всем заливе.

## История
16 мая 1826 года Конгресс США выделил 4 000$ на строительство маяка на острове Матиникус-Рок. В 1827 году маяк был завершен. Он представлял собой каменный дом смотрителя, с двух сторон которого возвышались круглые деревянные башни. При его строительстве были использованы камни с острова. Таким образом, первоначально маяк был двойным. К 1840-м годам башни уже сильно износились. 10 августа 1846 года Конгресс США выделил 11 000$ на ремонт маяка, и башни были заменены гранитными в 1847 году. Однако жилье смотрителя часто затапливало во время штормов. И 18 августа 1856 года Конгресс США выделил еще 35 500$ на улучшения маяка. И в 1857 году были построены 2 отдельные (одна из них — обновленная башня 1847 года на старом месте) цилиндрические гранитные башни на расстоянии 55 метров друг от друга. Также комплекс зданий включал в себя новое жилище смотрителя. хозяйственную постройку и эллинг. Северная из башен была выведена из эксплуатации 15 августа 1923 года. Маяк был автоматизирован Береговой охраной США в 1983 году. С 2007 года он работает на солнечной энергии.
В 1988 году он был включен в Национальный реестр исторических мест.

## Фотографии

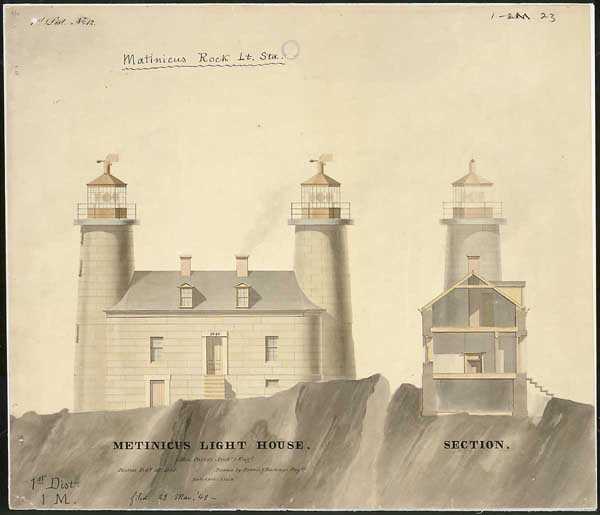
Здание 1846 года
Фотография 1894 года